# ピカルディの三度
ピカルディの三度とは、短調の楽曲の最後が、本来の短調の主和音（i）にあたる短三和音でなく、同主調の長調の主和音（I）にあたる長三和音で終わること。ピカルディ3度、ピカルディ終止と呼ばれることもある。
音の操作としては本来の主和音よりも協和する長三和音で終了させることであり、効果としてはしばしば短調の暗い音響の中で最後だけがひときわ明るく豪華に響くことになる。
例えば、イ短調の主和音はイ - ハ - ホであるが、この内の第三音（ハ）を半音上げて嬰ハとすると、イ長調の主和音イ - 嬰ハ - ホに一致する。この和音をイ短調の楽曲の最後に置く。
よくある形は、一旦終止した後、さらに後付でアーメン終止を行い、ピカルディの三度を終止和音とする。